# Royal Oak (comté de Carlow)
Pour les articles homonymes, voir Royal Oak.
Royal Oak est un village en Irlande, situé dans le comté de Carlow.